# Elm (linguagem de programação)
Elm é uma linguagem de programação específica de domínio para criar declarativamente interfaces gráficas com o usuário baseadas em navegador da web .  Elm é puramente funcional e é desenvolvido com ênfase em usabilidade , desempenho e robustez .  Ele anuncia "nenhuma exceção de tempo de execução na prática",  possibilitada pela verificação de tipo estático do compilador Elm.

## História
Elm foi inicialmente projetado por Evan Czaplicki como sua tese em 2012.   O primeiro lançamento do Elm veio com muitos exemplos e um editor online que facilitou a experimentação em um navegador da web .   Evan Czaplicki ingressou na Prezi em 2013 para trabalhar na Elm,  e em 2016 mudou para a NoRedInk como Engenheiro Open Source, também iniciando a Elm Software Foundation. 
A implementação inicial do compilador Elm é direcionada para HTML , CSS e JavaScript .   O conjunto de ferramentas principais continuou a se expandir, agora incluindo um REPL,  gerenciador de pacotes,  depurador de viagem no tempo,  e instaladores para Mac e Windows.   Elm também tem um ecossistema de bibliotecas criadas pela comunidade  e um editor on-line avançado que permite trabalhos salvos e inclusão de bibliotecas comunitárias. 

## Características
Elm tem um pequeno mas expressivo conjunto de construções de linguagem, incluindo expressões tradicionais, expressões de expressões para estados locais e expressões de casos para correspondência de padrões .   Como linguagem funcional, suporta funções anônimas, funções como argumentos e aplicação parcial (currying) por padrão.  Sua semântica inclui valores imutáveis, funções stateless e tipagem estática com inferência de tipos.  Programas Elm renderizam HTML através de um DOM virtual e podem interoperar com outro código usando "JavaScript como um serviço".

### Imutabilidade
Todos os valores em Elm são imutáveis , o que significa que um valor não pode ser modificado depois de criado.  Elm usa estruturas de dados persistentes para implementar suas bibliotecas Array , Dict e Set . 

### Tipos estáticos
Elm é estaticamente digitado.  As anotações de tipo são opcionais (devido à inferência de tipos), mas são fortemente incentivadas.  As anotações existem na linha acima da definição (diferentemente das linguagens da família C, onde tipos e nomes são intercalados).  Elm usa um único cólon para significar "tem tipo".
Os tipos incluem primitivos como inteiros e cadeias de caracteres e estruturas de dados básicas, como listas, tuplas e registros.  As funções têm tipos escritos com setas, por exemplo, round   : Float -> Int .  Os tipos de união permitem que o programador crie tipos personalizados para representar dados de uma maneira que corresponda ao domínio do problema. 
Tipos podem se referir a outros tipos, por exemplo, uma List Int .  Tipos são sempre capitalizados; nomes de letras minúsculas são variáveis de tipo.  Por exemplo, uma List a é uma lista de valores de tipo desconhecido.  É o tipo da lista vazia e do argumento para List.length , que é agnóstico para os elementos da lista.  Existem alguns tipos especiais que os programadores criam para interagir com o tempo de execução Elm.  Por exemplo, Html Msg representa uma árvore DOM (virtual) cujos manipuladores de eventos produzem mensagens do tipo Msg .
Em vez de permitir que qualquer valor seja implicitamente anulável (como um ponteiro undefined ou nulo de um JavaScript), a biblioteca padrão de Elm define Maybe a tipo Maybe a .  Código que produz ou manipula um valor opcional faz isso explicitamente usando esse tipo, e todo o outro código é garantido que um valor do tipo reivindicado está realmente presente.

### Sistema de módulos
Elm tem um sistema de módulos que permite aos usuários quebrar o código em partes menores chamadas módulos.  Os módulos podem ocultar detalhes de implementação, como funções auxiliares, e agrupar códigos relacionados.  Os módulos servem como um namespace para código importado, como Bitwise.and .  Bibliotecas de terceiros (ou pacotes) consistem em um ou mais módulos e estão disponíveis na Biblioteca Pública Elm .  Todas as bibliotecas são versionadas de acordo com o semver , que é aplicado pelo compilador e outras ferramentas.  Ou seja, remover uma função ou alterar seu tipo só pode ser feito em uma versão principal.

### Interoperabilidade com HTML, CSS e JavaScript
Elm usa uma abstração chamada ports para se comunicar com JavaScript .   Ele permite que os valores entrem e saiam dos programas Elm, possibilitando a comunicação entre Elm e JavaScript.
Elm tem uma biblioteca chamada elm-html que um programador pode usar para escrever HTML e CSS dentro do Elm.   Ele usa uma abordagem DOM virtual para tornar as atualizações eficientes. 

## Limitações
Ao contrário do Haskell ou do PureScript, o Elm não tem suporte para tipos mais sofisticados e, portanto, não pode fornecer abstrações genéricas para muitas operações comuns.   Por exemplo, não há uma função genérica de map , apply , fold ou filter .  Em vez disso, esses nomes são usados como prefixo de seu módulo, como List.map e Dict.map .

## Código de exemplo
```
-- Este é um comentário de apenas uma linha

{- Este é um comentário de várias linhas

   Bloco de comentário com várias linhas

-}

{- É possível agrupar múltiplas linhas -}

-- Aqui foi definido uma variável ''greeting'' do tipo String

greeting
 
=

    
"Hello World!"

 
-- É melhor adicionar o tipo das anotações nas declarações ao topo

hello
 
:
 
String

hello
 
=

    
"Hi there."

-- Funções são declaradas da mesma forma e os argumentos seguem o nome padrão da função

add
 
x
 
y
 
=

    
x
 
+
 
y

-- Novamente o ideal é adicionar o tipo das anotações

hypotenuse
 
:
 
Float
 
->
 
Float
 
->
 
Float

hypotenuse
 
a
 
b
 
=

    
sqrt
 
(
a
^
2
 
+
 
b
^
2
)

-- Funções também manipulam vários argumentos de uma vez, aqui um caso da função de multiplicação

-- Operador infico com "2"

multiplyBy2
 
:
 
number
 
->
 
number

multiplyBy2
 
=

    
(*)
 
2

-- Expressões if são usadas para desviar valores

absoluteValue
 
:
 
number
 
->
 
number

absoluteValue
 
number
 
=

    
if
 
number
 
<
 
0
 
then
 
negate
 
number
 
else
 
number

 
-- Registros são usados para manter valores com campos nomeados

book
 
:
 
{
 
title
 
:
 
String
,
 
author
 
:
 
String
,
 
pages
 
:
 
Int
 
}

book
 
=

    
{
 
title
 
=
 
"Steppenwolf"

    
,
 
author
 
=
 
"Hesse"

    
,
 
pages
 
=
 
237

    
}

-- Acesso de registro é feito com "."

title
 
:
 
String

title
 
=

    
book
.
title

-- Acesso de registro "." também pode ser usado como uma função

author
 
:
 
String

author
 
=

    
.
author
 
book

-- Podemos criar tipos novos com a palavra-chave "type"

-- O valor a seguir representa uma árvore binária

type
 
Tree
 
a

    
=
 
Empty

    
|
 
Node
 
a
 
(
Tree
 
a
)
 
(
Tree
 
a
)

-- É possível inpecionar esses tipos com expressões "case"

depth
 
:
 
Tree
 
a
 
->
 
Int

depth
 
tree
 
=

    
case
 
tree
 
of

        
Empty
 
->

            
0

        
Node
 
value
 
left
 
right
 
->

            
1
 
+
 
max
 
(
depth
 
left
)
 
(
depth
 
right
)

```